# Copa Melanesia 1988
La Copa Melanesia 1988 fue la primera edición del torneo que englobaba a los equipos de dicha región geográfica de Oceanía. Se disputó en las Islas Salomón entre el 21 y el 26 de octubre.
Fue el único torneo que contó con una final, en la que Fiyi le ganó 3-1 a la selección local, obteniendo su primer título.

## Resultados

### Primera fase
| Equipo          | Pts | PJ | PG | PE | PP | GF | GC | DG  |
| --------------- | --- | -- | -- | -- | -- | -- | -- | --- |
| Fiyi            | 7   | 3  | 2  | 1  | 0  | 11 | 1  | 10  |
| Islas Salomón   | 7   | 3  | 2  | 1  | 0  | 7  | 1  | 6   |
| Nueva Caledonia | 3   | 3  | 1  | 0  | 2  | 4  | 2  | 3   |
| Vanuatu         | 0   | 3  | 0  | 0  | 3  | 1  | 19 | -18 |

| 21 de octubre de 1988 | Fiyi | 1:1 | Islas Salomón |             |  |
|                       |      |     |               | Árbitro(s): |  |

| 23 de octubre de 1988 | Nueva Caledonia | 6:1 | Vanuatu |             |  |
|                       |                 |     |         | Árbitro(s): |  |

| 24 de octubre de 1988 | Islas Salomón | 1:0 | Nueva Caledonia |             |  |
|                       |               |     |                 | Árbitro(s): |  |

| 24 de octubre de 1988 | Fiyi | 8:0 | Vanuatu |             |  |
|                       |      |     |         | Árbitro(s): |  |

| 25 de octubre de 1988 | Islas Salomón | 5:0 | Vanuatu |             |  |
|                       |               |     |         | Árbitro(s): |  |

| 25 de octubre de 1988 | Fiyi | 2:0 | Nueva Caledonia |             |  |
|                       |      |     |                 | Árbitro(s): |  |

### Segunda fase

#### Tercer puesto
| 26 de octubre de 1988 | Vanuatu | 1:0 | Nueva Caledonia |             |  |
|                       |         |     |                 | Árbitro(s): |  |

#### Final
| 26 de octubre de 1988 | Islas Salomón | 1:3 | Fiyi |             |  |
|                       |               |     |      | Árbitro(s): |  |

| Bandera de Fiyi |
| Campeón Fiyi    |
| Primer título   |